# Familia Gilinski
Los Gilinski  son una influyente familia colombiana de origen judío lituano, con presencia en los sectores financiero, industrial y de medios de comunicación. La familia Gilinski es una de las más ricas de Colombia según la revista Forbes y en 2025 Jaime Gilinski Bacal se consolidó como el hombre más rico de Colombia.
El poder económico y empresarial de la familia se concentra en las ciudades de Cali, Bogotá, Miami y Barranquilla.Pese a que el apellido es poco conocido en el país, sus miembros son importantes empresarios y actualmente se han hecho conocidos por sus apuestas económicas mediáticas.La familia logró convertir el poderío de sus antepasados en uno de los conglomerados de banca más poderosos del país y de América Latina.

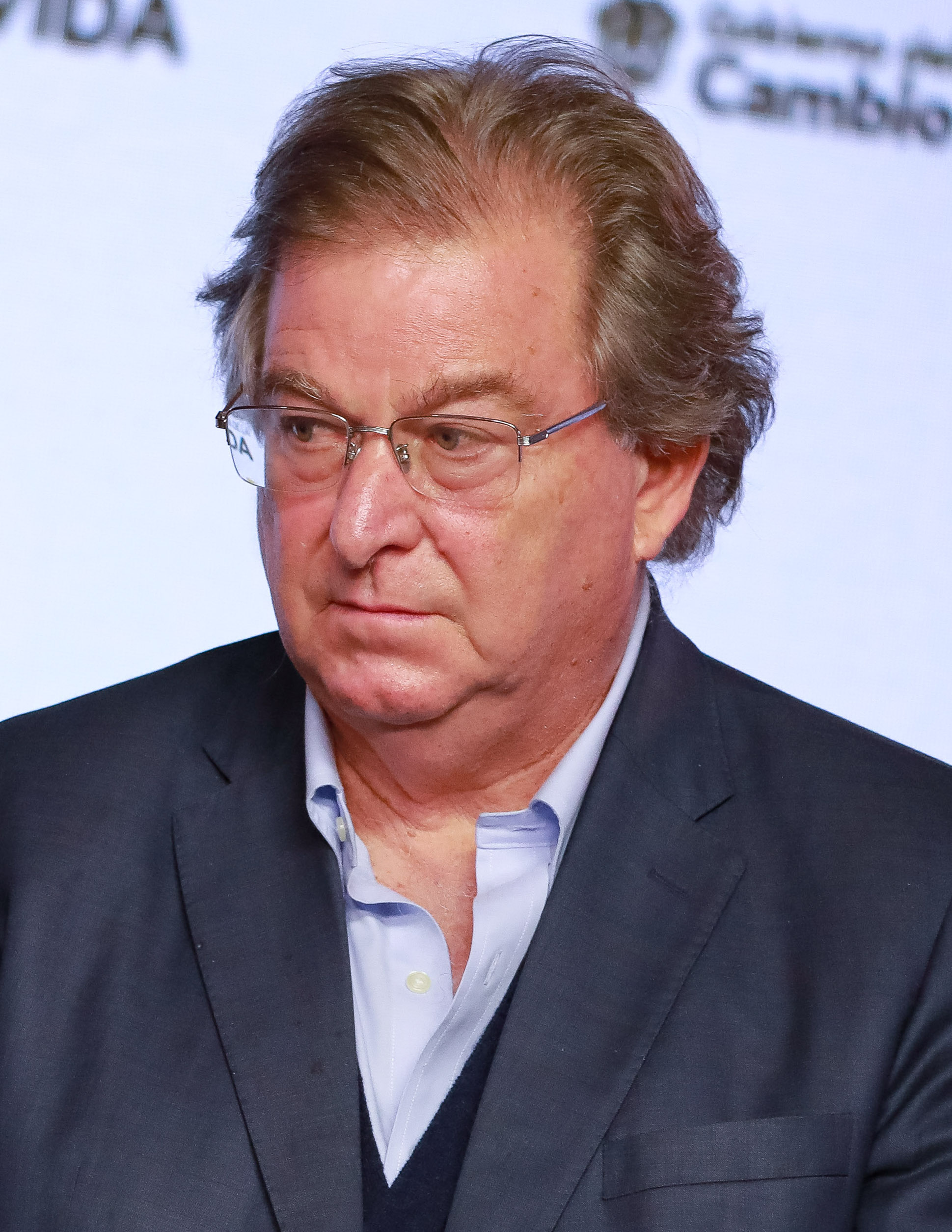
Jaime Gilinski

La fortuna que hoy representa a la familia, y que es de la más acaudaladas de Colombia según el listado de Forbes, es el fruto de una empresa familiar que ya va en su cuarta generación. El origen corporativo de los Gillinski, que llegó hace casi un siglo a Colombia y que va camino a hacerse con el control de marcas tan tradicionales colombianos como las chocolatinas Jet o Crem Helado, arrancó cuando el abuelo de Jaime Gillinski, Isaac Gillinski, fundó Curtiembres Búfalo en el municipio de Piedecuesta y a su vez su padre, también llamado Isaac y su tío iniciaron en Cali las empresas Andina de Herramientas, Productos Yupi y Plásticos Rimax.Son accionistas mayoritarios del Grupo Semana un conglomerado de medios colombiano.

## Miembros
- Isaac Gillinski Sragowicz (n. 1934)ː Empresario y diplomático colombiano de origen lituano. Embajador alterno de Colombia ante la ONU desde 2020.
- Jaime Gilinski Bacal (n. 1957)ː Empresario y financista colombiano. Propietario y presidente del Gilinski Group.
- Gabriel Gilinski Kardonski (n. 1987)ː Empresario colombo-estadounidense. Propietario del Grupo Semana.